# Екібастузька міська адміністрація
Екібасту́зька міська адміністрація (каз. Екібастұз қаласы әкімдігі, рос. Экибастузская городская администрация) — адміністративна одиниця у складі Павлодарської області Казахстану. Адміністративний центр — місто Екібастуз.
Населення — 146374 особи (2021; 142511 у 2009, 151704 у 1999, 162178 у 1989).
7 травня 1997 року був ліквідований Екібастузький район, а 16 травня того ж року його територія увійшла до складу Екібастузької міської адміністрації.

## Склад
До складу адміністрації входять місто Екібастуз, 2 селищні адміністрації, 1 сільська адміністрація та 11 сільських округів:
| Поселення                              | Площа, км² | Населення, осіб (1989) | Населення, осіб (1999) | Населення, осіб (2009) | Населення, осіб (2021) | Центр                  | Населені пункти |
| -------------------------------------- | ---------- | ---------------------- | ---------------------- | ---------------------- | ---------------------- | ---------------------- | --------------- |
| Екібастуз, місто                       | 32,49      | 134627                 | 127197                 | 125012                 | 129748                 | Екібастуз              | 1               |
| Солнечна селищна адміністрація         | -          | 5624                   | 8881                   | 4892                   | 5843                   | Солнечний              | 1               |
| Шидертинська селищна адміністрація     | -          | 5479                   | 4431                   | 3557                   | 3092                   | Шидерти                | 1               |
| Шикилдацька сільська адміністрація     | -          | 1133                   | 720                    | 520                    | 479                    | Шикилдак               | 1               |
| Аккольський сільський округ            | -          | 2735                   | 1893                   | 1333                   | 809                    | Акколь                 | 3               |
| Байєтський сільський округ             | -          | 819                    | 1516                   | 1439                   | 1320                   | Байєт                  | 2               |
| Екібастузький сільський округ          | -          | 4495                   | 2418                   | 1373                   | 1146                   | Тортуй                 | 6               |
| Залізничний сільський округ            | -          | 2278                   | 1557                   | 1408                   | 1253                   | Кулаколь               | 4               |
| імені Алькея Маргулана сільський округ | -          | 1201                   | 798                    | 505                    | 491                    | імені Алькея Маргулана | 1               |
| Кояндинський сільський округ           | -          | 1051                   | 478                    | 1228                   | 1161                   | Коянди                 | 4               |
| Сарикамиський сільський округ          | -          | 1217                   | 706                    | 509                    | 435                    | Сарикамис              | 3               |
| Торт-Кудуцький сільський округ         | -          | 1519                   | 1109                   | 735                    | 597                    | Торт-Кудук             | 3               |

## Найбільші населені пункти
Населені пункти з чисельністю населення понад 1000 осіб:
| № | Населений пункт | Населення, осіб (1989) | Населення, осіб (1999) | Населення, осіб (2009) | Населення, осіб (2021) |
| - | --------------- | ---------------------- | ---------------------- | ---------------------- | ---------------------- |
| 1 | Екібастуз       | 134627                 | 127197                 | 125012                 | 129748                 |
| 2 | Солнечний       | 5624                   | 8881                   | 4892                   | 5843                   |
| 3 | Шидерти         | 5479                   | 4431                   | 3557                   | 3092                   |